# Rutberget
Rutberget är ett av Örnsköldsviks populäraste skidutflyktsmål. Det är högt beläget med utsikt och varierande terräng. Dess högsta punkt är 342 meter över havet. Vid Rutberget finns vindskydd med grillplatser och en stuga på berget, Rutbergshotellet, som alltid står öppen. Rutbergsterrängen börjar vid Fälltjärn som ligger omkring 10 kilometer norr om Örnsköldsvik. Alternativa startpunkter är Västeralnö fäbodar och Backsjö via Huggsjöstugan.